# Иречекова линия
Езиковата линия на Иречек или Иречекова езикова линия е мислена линия която разделя Балканския полуостров на две езикови сфери на влияние до IV век - латинска и гръцка.
Линията тръгва близо до Лежа (град) в Албания, стига до Сердика, и от нея се качва по билото на Стара планина за да стигне Черно море.
Езиковата линия е очертана въз основа на археологически и палеографски изследвания. Първият учен който очертава езиковата линия е Константин Иречек (през 1911 г.), по който носи и името си.
|  | Тази страница частично или изцяло представлява превод на страницата „Јиречекова линија“ в Уикипедия на сръбски. Оригиналният текст, както и този превод, са защитени от Лиценза „Криейтив Комънс – Признание – Споделяне на споделеното“, а за съдържание, създадено преди юни 2009 година – от Лиценза за свободна документация на ГНУ. Прегледайте историята на редакциите на оригиналната страница, както и на преводната страница, за да видите списъка на съавторите. ВАЖНО: Този шаблон се отнася единствено до авторските права върху съдържанието на статията. Добавянето му не отменя изискването да се посочват конкретни източници на твърденията, които да бъдат благонадеждни. |